# 訃報 1989年5月
訃報 1989年5月（ふほう 1989ねん5がつ）では、1989年（平成元年）5月中に物故した、又は物故が報じられた人物についてまとめる。

## （1日 - 15日）

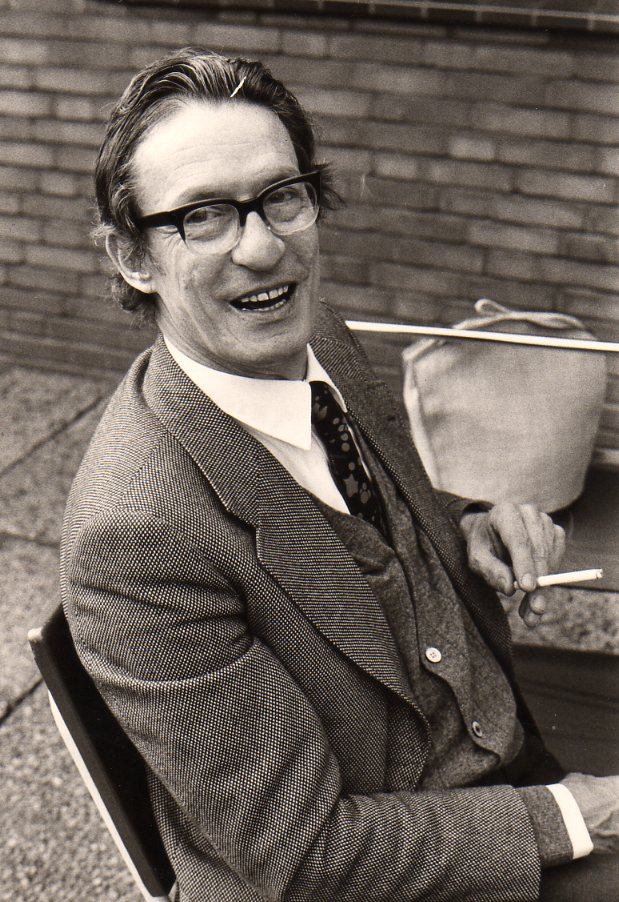
アントニオ・ヤニグロ／5月1日没

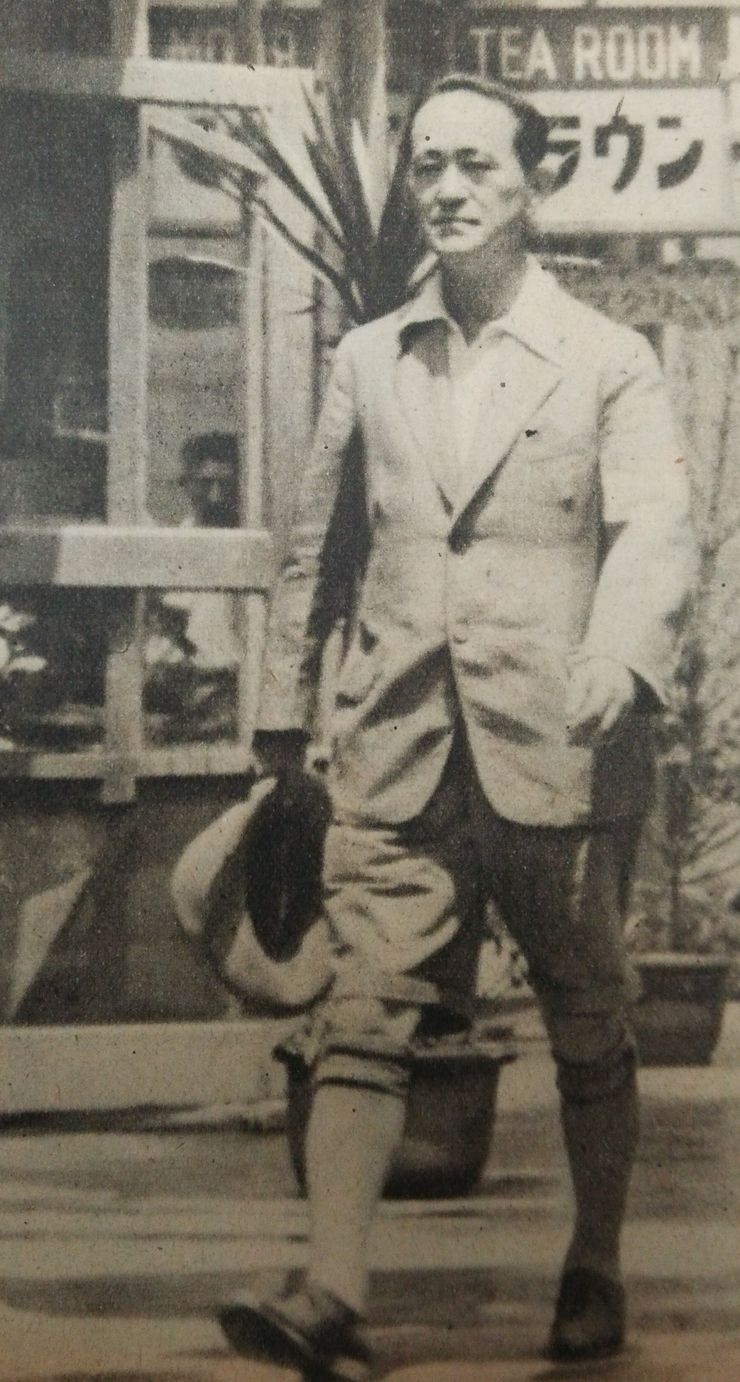
槇有恒／5月2日没

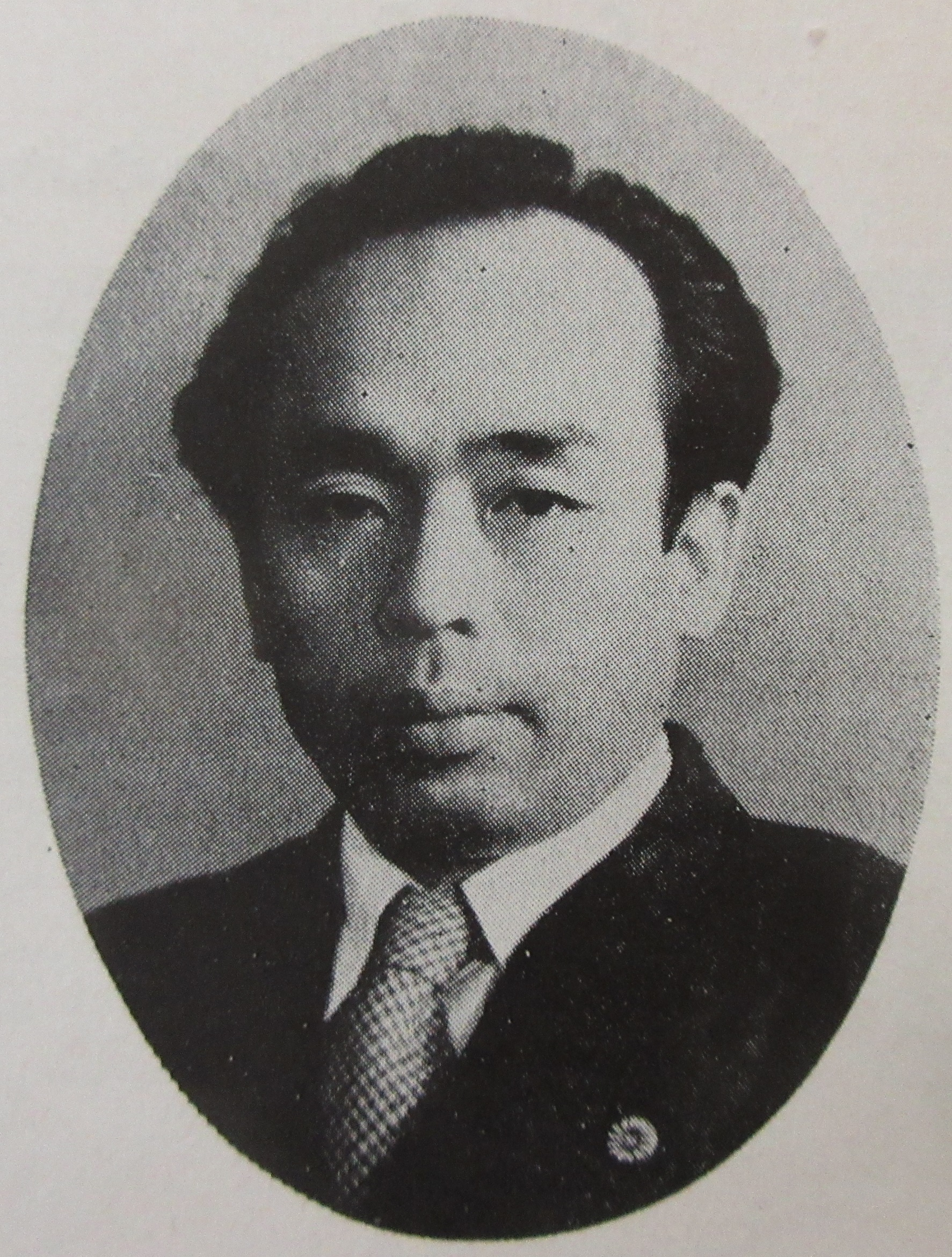
春日一幸／5月2日没

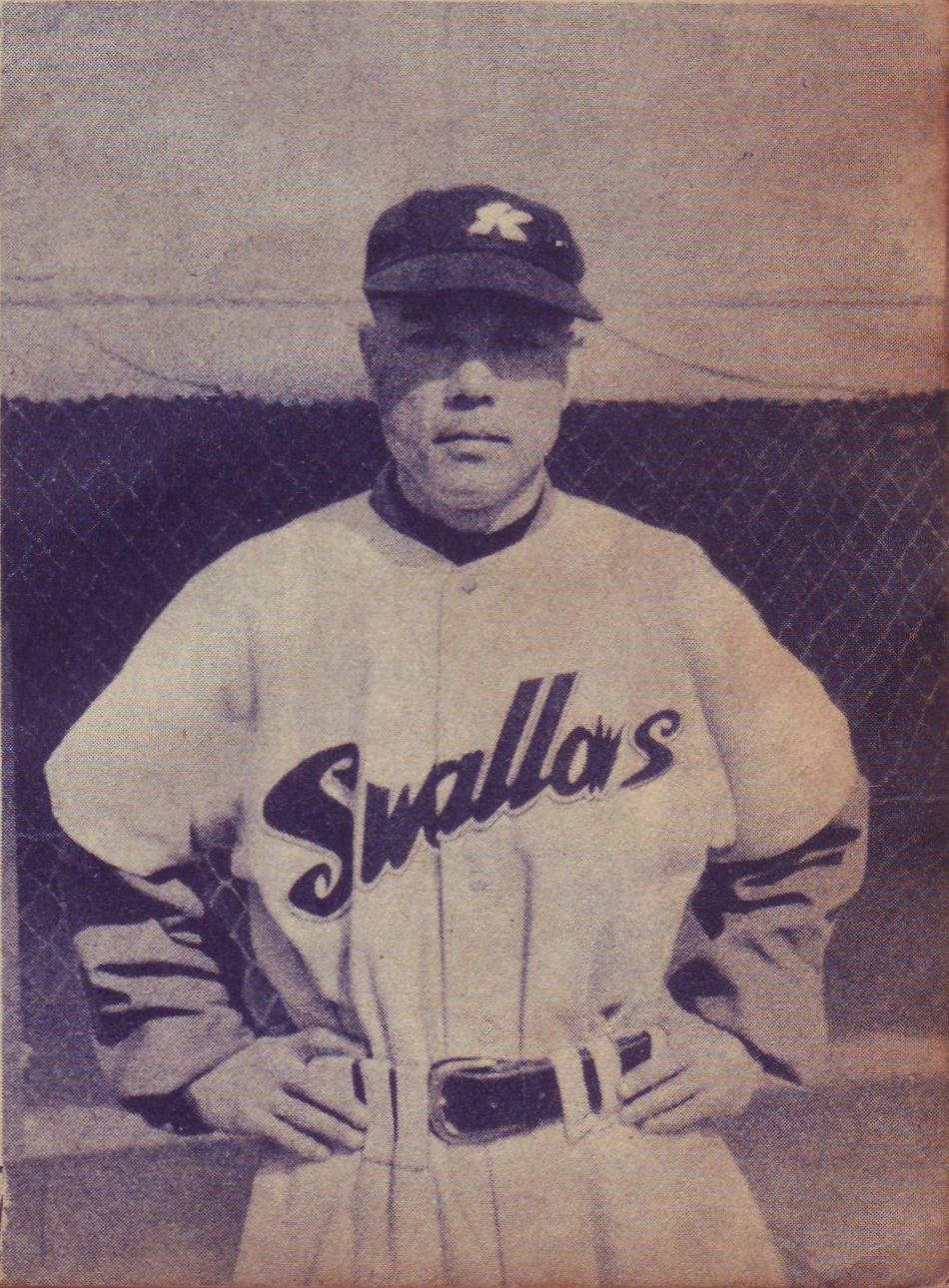
西垣徳雄／5月13日没

- 5月1日 - アントニオ・ヤニグロ、チェリスト・指揮者（* 1918年）
- 5月2日 - 槇有恒、登山家（* 1894年）
- 5月2日 - 春日一幸、政治家、第3代民社党委員長（* 1910年）
- 5月4日 - アドナーン・ハイラッラー、軍人、国防大臣（* 1941年）
- 5月9日 - 吉田義昭、脚本家・劇作家（* 1932年）
- 5月9日 - 城卓矢、歌手（* 1935年）
- 5月11日 - 古谷綱正、ジャーナリスト・ニュースキャスター（* 1912年）
- 5月13日 - 鈴木信太郎、洋画家（* 1895年）
- 5月13日 - 西垣徳雄、元プロ野球監督（* 1910年）
- 5月15日 - つかせのりこ、声優（* 1945年）

## （16日 - 31日）

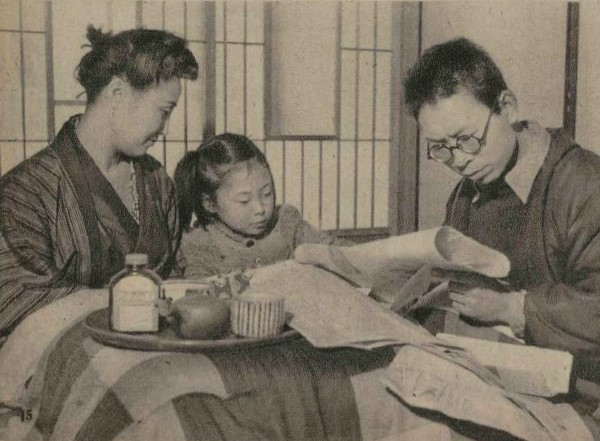
原泉（左）／5月21日没

相沢忠洋／5月22日没

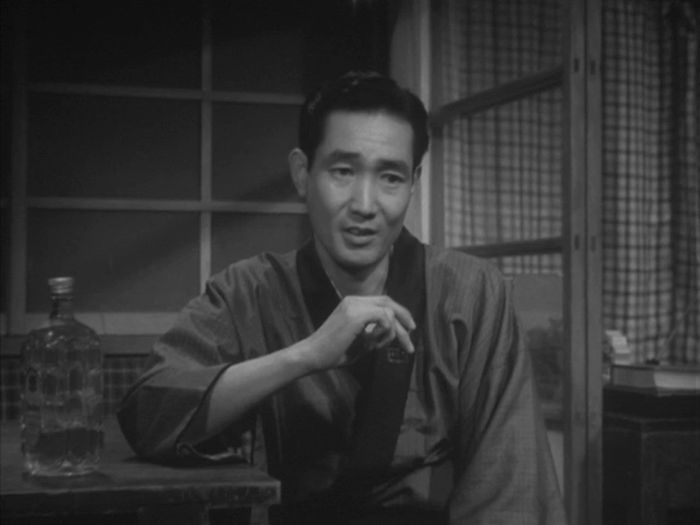
増田順司／5月25日没

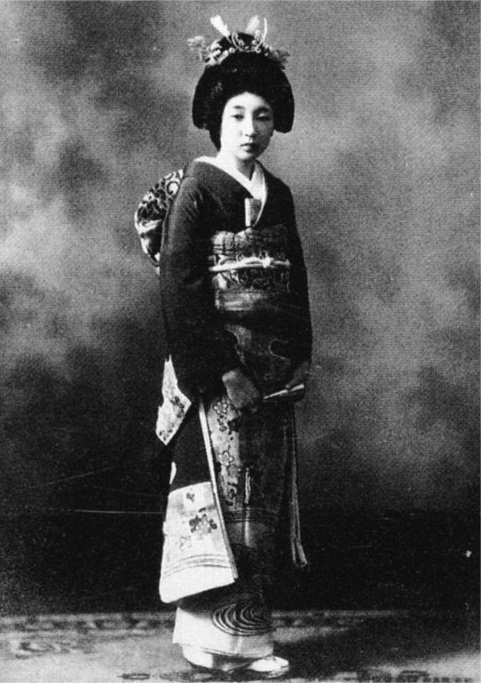
鷹司和子／5月26日没

- 5月16日 - 西川寧、書家・金石学者（* 1902年）
- 5月18日 - ジェフリー・ギルバート、フルート奏者（* 1914年）
- 5月18日 - 沼澤康一郎、元プロ野球選手（* 1930年）
- 5月19日 - 阿部昭、小説家（* 1934年）
- 5月20日 - 佐藤信衛、哲学者・評論家（* 1905年）
- 5月20日 - マイク・ラインバック、元プロ野球選手（* 1949年）
- 5月21日 - 笠井鎮夫、文学研究者、スペイン語学・文学者（* 1895年）
- 5月21日 - 原泉、女優（* 1905年）
- 5月22日 - 本田親喜、プロ野球選手（* 1911年）
- 5月22日 - 相沢忠洋、岩宿遺跡発見者（* 1926年）
- 5月22日 - 佐々木宏一郎、元プロ野球選手（* 1943年）
- 5月22日 - 三好真一、プロ野球選手（* 1950年）
- 5月25日 - 増田順司、俳優（* 1915年）
- 5月26日 - 鷹司和子、昭和天皇第三皇女（* 1929年）
- 5月27日 - 富本壮吉、映画監督・テレビ演出家（* 1927年）
- 5月28日 - 高田敏子、詩人（* 1914年）
- 5月29日 - ジョージ・ホーマンズ、社会学者（* 1910年）
- 5月29日 - 華ぼたん、漫才コンビ「フラワーショウ」のメンバー（* 1927年)